# História de Quinze Dias
História de Quinze Dias foi uma seção fixa de crônicas de atualidades (política, cultura, variedades) que o escritor Machado de Assis publicou em todos os números da revista quinzenal Ilustração Brasileira, de 1o de julho de 1876 a 1o de janeiro de 1878, sob o pseudônimo Manassés, totalizando 37 colaborações. Quando a revista se tornou mensal, em fevereiro de 1878, a coluna passou a se chamar História de Trinta Dias, sendo publicada até o último número da revista, em abril desse ano, totalizando 3 colaborações. Portanto, foram ao todo 40 colaborações.
Machado discorre não só sobre os eventos internacionais (estava em evidência a guerra entre Rússia e Turquia) e a política nacional (abordada com ironia e sarcasmo), como também sobre a vida cultural (teatros, óperas, literatura), os eventos sociais e os mais variados assuntos. Por exemplo, em 1/10/1876, aborda o abastecimento de carne ("O boi, substantivo masculino, com que nós acudimos às urgências do estômago, pai do rosbife, rival da garoupa, entre pacífico e filantrópico, não é justo que viva... isto é, que morra obscuramente nos matadouros"). Em 1/12/1876, defende a regulamentação das "casas de tolerância" ("Ora, se há também um amor ortodoxo, um amor do Estado, há outros amores dissidentes; daí a necessidade de se tolerarem as tais casas e regulá-las.")  Em 15 de março de 1877, anuncia a inauguração da linha dos bonds de Santa Teresa. Em 1/4/1877, defende o direito das mulheres ao voto. Em 15/6/1877, aborda a desobediência à postura que proíbe queimar fogos de artifício e soltar balões. Em 1/10/1877, elogia o imperador D. Pedro II: "um homem probo, lhano, instruído, patriota [...]". Em março de 1878, queixa-se do intenso calor carioca durante o "demônio do fevereiro, mês inventado pelo diabo".
As quarenta crônicas da série foram reunidas no livro História de Quinze Dias, com organização, introdução e notas de Leonardo Affonso de Miranda Pereira. e em História de Quinze Dias, História de Trinta Dias, com organização, prefácio e notas de Silvia Maria Azevedo. Na Introdução à edição da Unicamp, escreve o organizador: "Em julho de 1876, pouco depois de completar 37 anos, Machado de Assis assumia mais um desafio literário: a redação de uma série de crônicas quinzenais, para a qual deu o título de "História de quinze dias". Fazia-o a partir do primeiro número da revista Ilustração Brasileira, elegante novidade que se apresentava naquele mês aos leitores do Rio de Janeiro. Como era costume entre os cronistas do período, não punha seu próprio nome em tais escritos, preferindo assiná-los com um pseudônimo. Em meio às incertezas que marcavam aquela década, tratava de oferecer ao público uma leitura do tempo, organizado na história proposta por sua narrativa quinzenal."

## Trechos de crônicas
Animais
Cada homem simpatiza com um animal. Há quem goste de cães: eu adoro-os. Um cão, sobretudo se me conhece, se não guarda a chácara de algum amigo, aonde vou, se não está dormindo, se não é leproso, se não tem dentes, oh! um cão é adorável.
Outros amam os gatos. São gostos; mas sempre notarei que esse quadrúpede pachorrento e voluptuoso é sobretudo amado dos homens e mulheres de certa idade.
Os pássaros tem seus crentes. Alguns gostam de todo o bicho careta. Não são raros os que gostam do bicho de cozinha.
Eu não gosto do cavalo.
Não gosto? Detesto-o; acho-o o mais intolerável dos quadrúpedes. É um fátuo, é um pérfido, é um animal corruto. Sob pretexto de que os poetas o têm cantado de um modo épico ou de um modo lírico; de que é nobre; amigo do homem; de que vai à guerra; de que conduz moças bonitas; de que puxa coches; sob o pretexto de uma infinidade de complacências que temos para com ele, o cavalo parece esmagar-nos com sua superioridade. Ele olha para nós com desprezo, relincha, prega-nos sustos, faz Hipólito em estilhas. É um elegante perverso, um tratante bem educado; nada mais.
Vejam o burro. Que mansidão! Que filantropia! Esse puxa a carroça que nos traz água, faz andar a nora, e muitas vezes o genro, carrega fruta, carvão e hortaliças, — puxa o bond [bonde], coisas todas úteis e necessárias. No meio de tudo isso apanha e não se volta contra quem lhe dá. Dizem que é teimoso. Pode ser; algum defeito é natural que tenha um animal de tantos e tão variados méritos. Mas ser teimoso é algum pecado mortal? Além de teimoso, escoiceia alguma vez; mas o coice, que no cavalo é uma perversidade, no burro é um argumento, ultima ratio. (“História de Quinze Dias”, Ilustração Brasileira, 15/8/1876)

Touradas
O certo é que se eu quiser dar uma descrição verídica da tourada de domingo passado, não poderei, porque não a vi.
Não sei se já disse alguma vez que prefiro comer o boi a vê-lo na praça.
Não sou homem de touradas; e se é preciso dizer tudo, detesto-as. Um amigo costuma dizer-me:
– Mas já as viste?
– Nunca!
– E julgas do que nunca viste?
Respondo a este amigo, lógico mas inadvertido, que eu não preciso ver a guerra para detestá-la, que nunca fui ao xilindró, e todavia não o estimo. Há coisas que se prejulgam, e as touradas estão nesse caso. (“História de Quinze Dias”, Ilustração Brasileira, 15/3/1877)

Libertação dos escravos
De interesse geral é o fundo da emancipação, pelo qual se acham libertados em alguns municípios 230 escravos. Só em alguns municípios!
Esperemos que o número será grande quando a libertação estiver feita em todo o império.
A lei de 28 de setembro fez agora cinco anos. Deus lhe dê vida e saúde! Esta lei foi um grande passo na nossa vida. Se tivesse vindo uns trinta anos antes estávamos em outras condições.
Mas há 30 anos, não veio a lei, mas vinham ainda escravos, por contrabando, e vendiam-se às escancaras no Valongo. Além da venda, havia o calabouço. Um homem do meu conhecimento suspira pelo azorrague.
– Hoje os escravos estão altanados, costuma ele dizer. Se a gente dá uma sova num, há logo quem intervenha e até chame a polícia. Bons tempos os que lá vão! Eu ainda me lembro quando a gente via passar um preto escorrendo em sangue, e dizia: "Anda diabo, não estás assim pelo que eu fiz!" – Hoje...
E o homem solta um suspiro, tão de dentro, tão do coração... que faz cortar o dito. Le pauvre homme! (“História de Quinze Dias”, Ilustração Brasileira, 1/10/1876)